# 144296 Steviewonder
144296 Steviewonder este o planetă minoră (asteroid) din centura de asteroizi. A fost descoperită pe 16 februarie 2004 la Observatorul Desert Eagle de William Kwong Yu Yeung. 
Obiectul prezintă o orbită caracterizată de o semiaxă mare de 2,3988826204473 UAi, o excentricitate de 0,15, o înclinație de 6,5 ° în raport cu ecliptica.